# 가미나카쓰마촌
가미나카쓰마촌(上中妻村)은 이바라키현 히가시이바라키군에 일찍이 존재했던 촌이다. 

## 지리
- 현재의 미토시 서부에 해당한다.

## 역사
- 1889년 4월 1일 - 정촌제 시행에 의해 히가시이바라키군 가미나카쓰마촌이 성립하였다.
- 1955년 4월 1일 - 가와와다촌의 일부・야마네촌과 합병해 아카쓰카촌이 성립하여, 동일 가미나카쓰마촌은 폐지되었다.

## 인구
| 1891년 | 3,219 |
| 1920년 | 2,044 |
| 1935년 | 2,280 |
| 1950년 | 3,217 |

## 교통
- 2급국도
  - 국도 제122호선 ( → 국도 제50호선)

## 참고문헌
- 角川日本地名大辞典編纂委員会『角川日本地名大辞典 8 茨城県』、角川書店、1983年 ISBN 4040010809